# Marylhurst
Marylhurst az Amerikai Egyesült Államok északnyugati részén, Oregon állam Clackamas megyéjében fekvő Lake Oswego része, a 2018-ban megszűnt Marylhursti Egyetem székhelye.
A Marylhurst elnevezést gyakran használják West Linn egy városrészének neveként, továbbá így hívják a Lake Oswego Glenmorrie kerületében elhelyezkedő lakóparkot is.

## Fordítás
- Ez a szócikk részben vagy egészben  a   Marylhurst, Oregon című angol Wikipédia-szócikk ezen változatának fordításán alapul.  Az eredeti cikk szerkesztőit annak laptörténete sorolja fel. Ez a jelzés csupán a megfogalmazás eredetét és a szerzői jogokat jelzi, nem szolgál a cikkben szereplő információk forrásmegjelöléseként.